# بنگت موبری
بنگت موبری (انگلیسی: Bengt Morberg؛ ۱ ژوئن ۱۸۹۷ – ۲۶ سپتامبر ۱۹۶۸) ژیمناست هنری اهل سوئد بود.
وی در مسابقات کشوری و بین‌المللی در مجموع برندهٔ ۱ مدال طلا شده‌است.